# Lamproglena hemprichii
Lamproglena hemprichii is een eenoogkreeftjessoort uit de familie van de Lernaeidae. De wetenschappelijke naam van de soort is voor het eerst geldig gepubliceerd in 1832 door Nordmann.